# Serra San Quirico

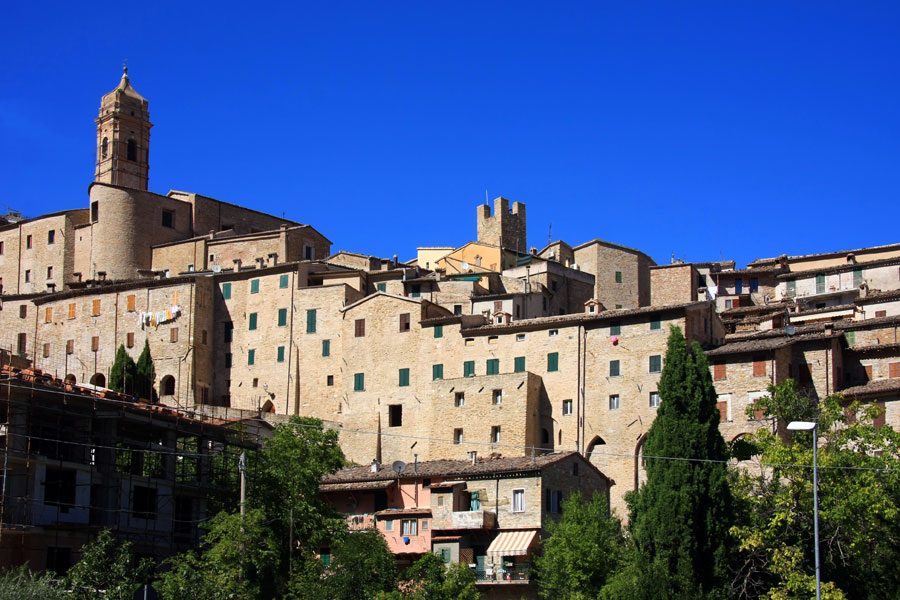
Serra San Quirico

Serra San Quirico is een gemeente in de Italiaanse provincie Ancona (regio Marche) en telt 3028 inwoners (31-12-2004). De oppervlakte bedraagt 49,1 km², de bevolkingsdichtheid is 62 inwoners per km².
De volgende frazioni maken deel uit van de gemeente: Serra San Quirico Stazione, Sasso, Castellaro, Domo.

## Demografie
Serra San Quirico telt ongeveer 1220 huishoudens. Het aantal inwoners daalde in de periode 1991-2001 met 0,8% volgens cijfers uit de tienjaarlijkse volkstellingen van ISTAT.
| Jaar | Inwoneraantal |
| ---- | ------------- |
| 1991 | 3041          |
| 2001 | 3016          |

## Geografie
Serra San Quirico grenst aan de volgende gemeenten: Apiro (MC), Arcevia, Cupramontana, Fabriano, Genga, Mergo, Poggio San Vicino (MC).